# Gewaad
Een gewaad is een formeel kledingstuk, vaak in de vorm van een lange jurk, dat op speciale gelegenheden wordt gedragen of om een bepaalde overtuiging uit te dragen, vaak door mensen met een bepaald beroep of functie, bijvoorbeeld in de kerk.
Een ordekleed is het gewaad van een religieuze gemeenschap.

## Etymologie
Het woord kan gereconstrueerd worden in het Oudnederlands als *gewādi. Het sloeg op alle en eender welke kleding. In die betekenis wordt het woord uitzonderlijk nog gebruikt. In de 20e en 21e eeuw wordt met gewaad bijna uitsluitend een lang, plechtig en/of wijdvallend kledingstuk voor mannen of vrouwen bedoeld.

## Voorbeelden
- Albe, liturgisch onderkleed van een katholieke priester of diaken
- Dalmatiek, liturgisch kleed van een katholieke diaken
- Djellaba, traditionele klederdracht in Maghreb-landen voor mannen en vrouwen
- Kaftan, traditioneel overkleed in het Midden-Oosten en delen van Afrika en Azië
- Kandora, Arabisch gewaad voor mannen
- Kittel, joods begrafeniskleed voor mannen